# Ruki
Le Ruki est un affluent du fleuve Congo, dans la république démocratique du Congo. La rivière se jette dans le fleuve au niveau de Mbandaka dans le district de l'Équateur. 

## Géographie
Elle coule principalement d'est en ouest et est formée près d'Ingende par la confluence de la Busira et de la Momboyo (Lwilaka).
Ses eaux sont particulièrement sombres en raison de la présence d'une quantité élevée de carbone dissous dans l'eau ; une étude de 2023 indique que ce fleuve pourrait être le plus « noir » du monde.